# Пономаренко Дмитро Олександрович
Дмитро́ Олекса́ндрович Пономаре́нко (22 травня 1981, м. Чернігів, Українська РСР — 25 лютого 2017, смт Верхньоторецьке, Ясинуватський район, Донецька область, Україна) — український військовослужбовець, молодший сержант Повітряних сил Збройних сил України. Учасник російсько-української війни.

## Біографія
1996 року здобув неповну середню освіту в Чернігівській загальноосвітній школі І—III ступенів № 27, продовжив навчання в професійно-технічному училищі № 10 міста Чернігова за спеціальністю столяр-різьбяр.
З червня 1999 по жовтень 2002 року проходив військову службу у складі 7-го полку спеціального призначення «Барс» Внутрішніх військ МВС України в Ірпені, за спеціальністю — кінолог.
Після служби в армії працював у пожежній частині в Славутичі.
2009 року закінчив Чернігівський інститут інформації, бізнесу і права Міжнародного науково-технічного університету за спеціальністю «Менеджер економічної безпеки підприємств». З 2009 по 2015 рік працював в охоронних структурах Чернігова.
Під час російської збройної агресії проти України 8 жовтня 2015 року вступив на військову службу за контрактом.
Молодший сержант, водій-електрик 550-ї окремої радіолокаційної роти (в/ч А3547, м. Чернігів) 138-ї радіотехнічної бригади. У листопаді 2016 року був відряджений в зону бойових дій до складу 72-ї окремої механізованої бригади, керував квадрокоптерами у підрозділі розвідки.
Загинув від кульового поранення 25 лютого 2017 року близько 21:00 під час виконання бойового завдання поблизу смт Верхньоторецьке.
За даними інтернет-видання «Лівий берег», з посиланням на джерела в поліції, за півгодини до півночі біля смт Верхньоторецьке через помилку загинув військовослужбовець. Боєць несподівано вийшов з лісосмуги на дорогу, яка веде на непідконтрольну Україні територію. У результаті по ньому відкрив вогонь солдат, який, очевидно, прийняв його за бойовика. Поліція кваліфікувала цю подію за ст. 115 ККУ (умисне вбивство) з поміткою «нещасний випадок».
Похований 1 березня на міському кладовищі Чернігова.
Залишилися батьки, дружина та 4-річний син.

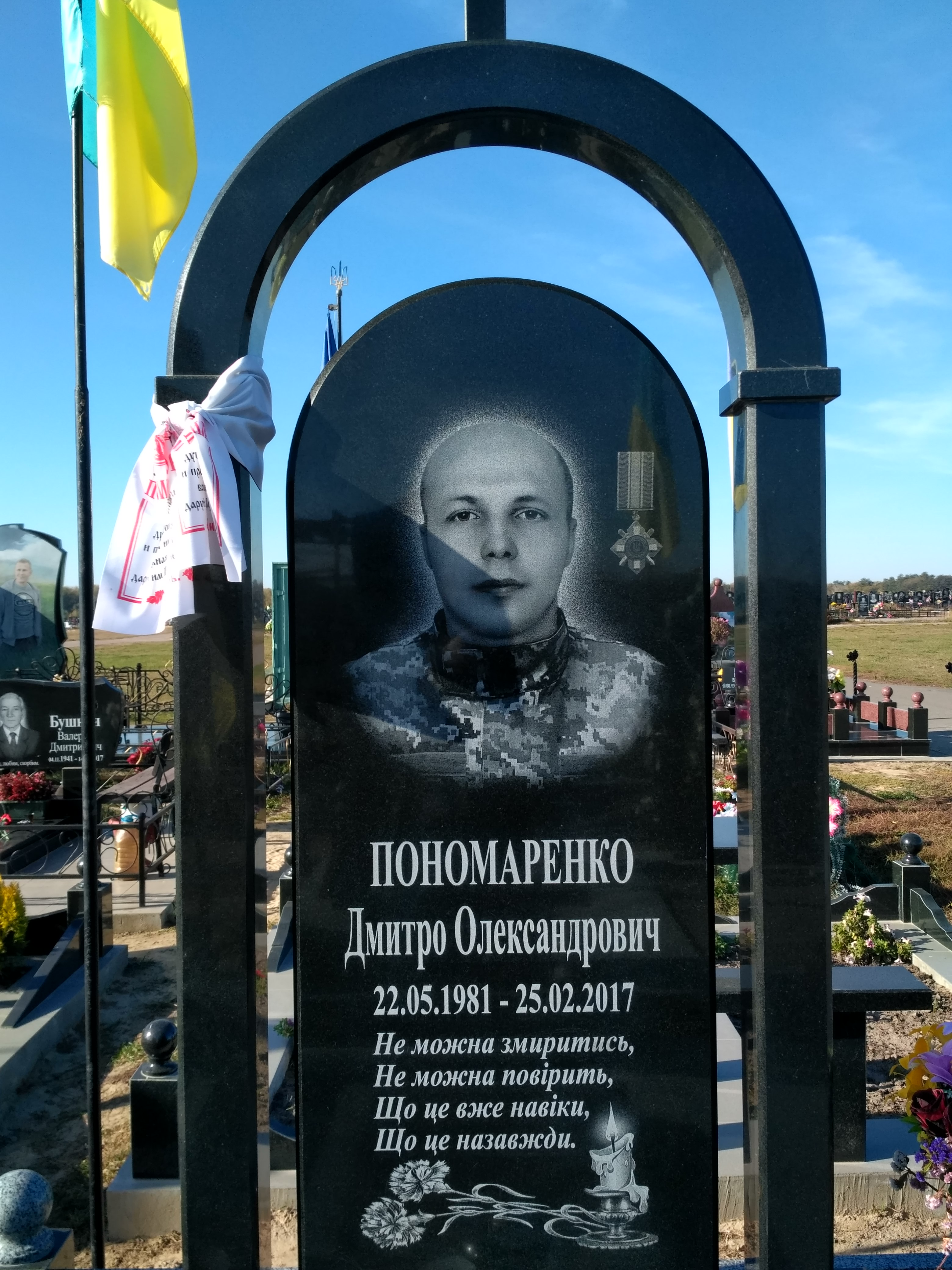
Могила Дмитра Пономаренка. Кладовище Яцево. Жовтень 2018

## Нагороди та вшанування
Указом Президента України № 104/2017 від 10 квітня 2017 року, за особисту мужність, виявлені у захисті державного суверенітету та територіальної цілісності України, самовіддане виконання військового обов'язку, нагороджений орденом «За мужність» III ступеня (посмертно).